# Charles-Jean de Wyels
Charles Jean Ferdinand de Wyels (Leuven, 9 mei 1797 - aldaar, 4 juni 1876) was een Belgisch edelman en burgemeester van Loonbeek.

## Biografie

### Familie
Charles de Wyels was een zoon van Willem-Nicolaas de Wyels en Marie-Thérèse de Cupere. Zijn vader was lid van de Provinciale Staten van Zuid-Brabant en gemeenteraadslid van Leuven. Hij trouwde in 1819 in Leuven met Eulalie de Longpré (1797-1877). Ze kregen een zoon en twee dochters. Onder hen:
- Pascal de Wyels (1822-1907), officier en plaatscommandant in Mechelen, trouwde in 1859 in Doornik met barones Marie-Caroline de Rasse (1840-1921), dochter van Alphonse de Rasse, burgemeester van Doornik, senator en voorzitter van de Raad van Adel.
  - Marie-Paule de Wyels (1861-1943), trouwde in 1887 in Mechelen met ridder Arnold van Elewyck (1861-1926), zoon van ridder Xavier van Elewyck, componist, dirigent, muziekpedagoog en musicoloog. Ze was de laatste naamdrager de Wyels en met haar doofde de adellijke familie uit.

### Loopbaan
De Wyels was kolonel van de Burgerwacht in het kanton Glabbeek en burgemeester van Loonbeek.
In 1860 werd hij erkend in de erfelijke adel met de titel ridder overdraagbaar bij eerstgeboorte.